# Burham (Ramal·lah)
Burham (àrab: بُرهام, Burhām) és una vila palestina en la governació de Ramal·lah i al-Bireh al centre de Cisjordània, situada 12 kilòmetres al nord de Ramal·lah i al sud-est de Bir Zeit. Segons l'Oficina Central d'Estadístiques de Palestina (PCBS), tenia 788 habitants en 2016. Es troba a 680 metres sobre el nivell del mar. La vila fou creada durant el domini romà d'Orient a Palestina.

## Història
S'hi ha trobat ceràmica romana, romana d'Orient i mameluca.

### Època otomana
també s'hi ha trobat terrissa dels primers anys del domini otomà. Sota el nom de Dayr Burhan fou llistada en els cens de 1538-1539.
En 1838 fou registrada com una vila musulmana de la regió administrativa Bani Zeid. En 1863 Victor Guérin va assenyalar que estava dividit en tres parts. També va assenyalar que «una antiga tomba tallada en roca consisteix d'una cambra sepulcral bruta que conté només una koka, i precedida d'un vestíbul. Aquí i allà hi ha vells fonaments construïts amb pedres mal esteses. També hi ha restes, probablement d'una església antiga.» Una llista oficial de pobles otomans del 1870 va mostrar que tenia un total de 14 cases i una població de 69, tot i que el recompte de població incloïa només homes.
En 1882 el Survey of Western Palestine del Fons per a l'Exploració de Palestina va descriure Khurbet Burheim com a: «Unes poques cases a l'altura del sòl.» També van assenyalar que era «un poble arruïnat, amb coves, encara hi ha uns pocs camperols.»

### Època del Mandat Britànic
En el cens de Palestina de 1922, organitzat per les autoritats del Mandat Britànic, la població de Burham era de 74 musulmans, incrementats en el cens de 1931 a 122 musulmans en 26 cases.
En 1945 la població era de 150 musulmans, mentre que l'àrea total de terra era de 1.589 dúnams, segons una enquesta oficial de terra i població. D'aquests, 191 eren per a plantacions i regadiu, 787 per a cereals, mentre 6 dúnams eren sòl edificat.

### Després de 1948
En la vespra de guerra araboisraeliana de 1948, i després dels acords d'armistici araboisraelians de 1949, Burham fou ocupada pel regne haixemita de Jordània. Després de la Guerra dels Sis Dies de 1967 va romandre sota l'ocupació israeliana.